# ليو بيروتس
ليو بيروتز (بالألمانية: Leo Perutz)‏ (في الأصل ليوبولد بيروتز، ولد في 2 نوفمبر 1882 في براغ في امبراطورية النمسا-المجر، توفي في 25 أغسطس 1957 في باد إيشل) كان كاتبا وروائيا، وخبير حسابات تأمين نمساويا.

## حياته

### نشأته وتعليمه
كان ليوبولد بيروتز الابن الأكبر لبينديكت بيروتزـ الذي كان رجل أعمال ناجحا في مجال المنسوجات، وزوجته إميلي أوسترايخر. كانت العائلة يهودية علمانية من أصل سفاردي، عاشت منذ عام 1730 على الأقل في بلدة راكونيتز/راكوفنيك التي تبعد عن براغ حوالي 50 كيلومترا، وله أخوان هما ليوبولد باول (1885) وهانس (1892)، وأخت هي شارلوت (1888).
لم يكن بيروتز طالبًا نجيبا، وقد التحق في الأعوام 1888 إلى 1893 بمدرسة بياريست المرموقة في براغ الجديدة، حيث درس أيضا أصدقاء كافكا فيليكس ويلتش وماكس برود الذين كانوا في نفس العمر، ثم درس في المدرسة الثانوية الحكومية الناطقة بالألمانية في براغ، وطُرد منها في عام 1899 لأسباب مسلكية. وفي الفترة بين 1899 و1901 زار بيروتس المدرسة الثانوية في كروماو/تشيسكي كروملوف، ولكن أداؤه هناك أيضا كان سيئا، ورسب في امتحان الثانوية (الماتورا).
في العام1901 انتقلت العائلة إلى فيينا، حيث زار بيروتز ثانوية الأرشيدوق راينر الحكومية، إلى أن غادرها في عام 1902 بدون شهادة، وعمل على الأغلب في شركة والده لبعض الوقت.
التحق ابتداء من 1 أكتوبر 1903 بالخدمة العسكرية بصفة متطوع لمدة عام وخدم في الفوج الثامن في براغ. يشار إلى أن المتطوعين لمدة عام واحد يحصلون على درجة ضابط احتياط  بعد اجتياز الاختبار النهائي، ولكن يبدو أن بيروتز لم ينجح في ذلك، لأنه تطوع لعام ثان، وفي ديسمبر 1904 استقال من الجيش برتبة عريف.
التحق بيروتس بكلية الفلسفة في جامعة فيينا في خريف 1905 بصفة طالب استثنائي، إذ لم يكن حاصلاً على مؤهل الالتحاق بالجامعة، وزار دورات في الرياضيات والاقتصاد، وانتقل في العام الدراسي التالي إلى الجامعة التقنية في فيينا واهتم بنظرية الاحتمالات والإحصاء والرياضيات الاكتوارية والاقتصاد. وعلى الرغم من أنه لم يكن مؤهلا رسميا للالتحاق بالدراسة الجامعية، فقد عثر في مقتنياته على وثائق تشير لحصولة على شهادة في الرياضيات الاكتوارية.
في أكتوبر 1907، عمل بيروتز خبيرا لحسابات التأمين في شركة تأمين اسكوراتسوني جنرالي في مدينة ترييستي (فرانز كافكا عمل أيضا في هذه الشركة)، واستمر إلى جانب العمل في نشر القصص والمراجعات الأدبية. عاد في أكتوبر 1908 إلى فيينا حيث عمل في شركة آنكر للتأمين حتى عام 1923. وقد أنجز بيروتس في مهنته خبيرا اكتواريا حسابات لمعدلات التأمين بناء على جداول الحياة، ونشر في هذا الموضوع في مجلات متخصصة، وقد ظلت «معادلة بيروتس» التي تحمل اسمه تستخدم في هذا المجال لفترة طويلة. اهتم بيروتز بالمسائل الرياضية طوال حياته، وهو ما انعكس أيضًا في بناء بعض أعماله الأدبية.

### البدايات الأدبية
في فيينا تطورت علاقاته مع مع الكتاب الناشئين الذين قدموا أيضا محاولاتهم الأدبية الأولى في جمعية "فرايليشت" (النور الحر). كان من بين معارفه في ذلك الوقت الكاتب ريتشارد بيرمان (الذي عُرف لاحقًا بالاسم المستعار أرنولد هولريجل)، وبيرتولد فيرتيل، وإرنست فايس. كما كان الكاتب كارل كراوس نموذجًا أدبيًا مؤثرا، وتابع بيروتس مجلته "المشعل" (بالألمانية: Die Fackel)‏ بانتظام. ونشر بيروتس أول محاولة نثرية في فبراير 1906 في مجلة "الطريق (بالألمانية: Der Weg)‏، ثم نشر عام 1907 قصة في مجلة "أوقات الأحد" (بالألمانية: Sonntags-Zeit)‏.
في فيينا، التي شهدت في تلك الفترة ما يعرف بالحداثة الفييناوية، كان بيروتز من مرتادي المقاهي الأدبية، فتردد في البداية على مقهى المتحف (بالألمانية: Café Museum)‏، ثم ثم مقهى السنترال (بالألمانية: Café Central)‏. ضمت دائرة أصدقائه بيتر ألتنبرغ، وهيرمان بار [الإنجليزية] ، وأوسكار كوكوشكا، وألفريد بولغار وآخرين.
في الفترة التي سبقت الحرب العالمية الأولى، شارك بيروتز بكثافة في الحياة الأدبية والموسيقية في فيينا، كما مارس عدة رياضات مثل التزلج، والتزحلق على الجليد، وقام بعدة رحلات إلى فرنسا وإيطاليا وإسبانيا وشمال إفريقيا وتركيا ولبنان وفلسطين ومصر. وقد مكنه الدخل الأضافي من شركة والده من تحمل تكاليف نمط الحياة ذاك، المكلف نسبيا لموظف عادي.

### النجاحات الأدبية الأولى والحرب
ظهرت رواية بيروتز الأولى، «الطلقة الثالثة» (بالألمانية: Dir dritte Kugel)‏ في عام 1915، وتبعتها عام 1916 رواية «معجزة شجرة المانغو» (بالألمانية: Das Mangobaumwunder)‏ التي كتبها بالاشتراك مع الكاتب بول فرانك. كان كلا الكتابين ناجحين للغاية، ونالت «الطلقة الثالثة» نقدا إيجابيا من الكاتب الألماني كورت توخولسكي وآخرين آخرين. وفي عام 1917 تمكن من بيع حقوق تصوير «معجزة شجرة المانغو» السينمائية، وقد صدر الفيلم الذي أخرجه رودولف بيرباخ في عام 1921 بعنوان «مغامرات الدكتور كيرخآيزن».

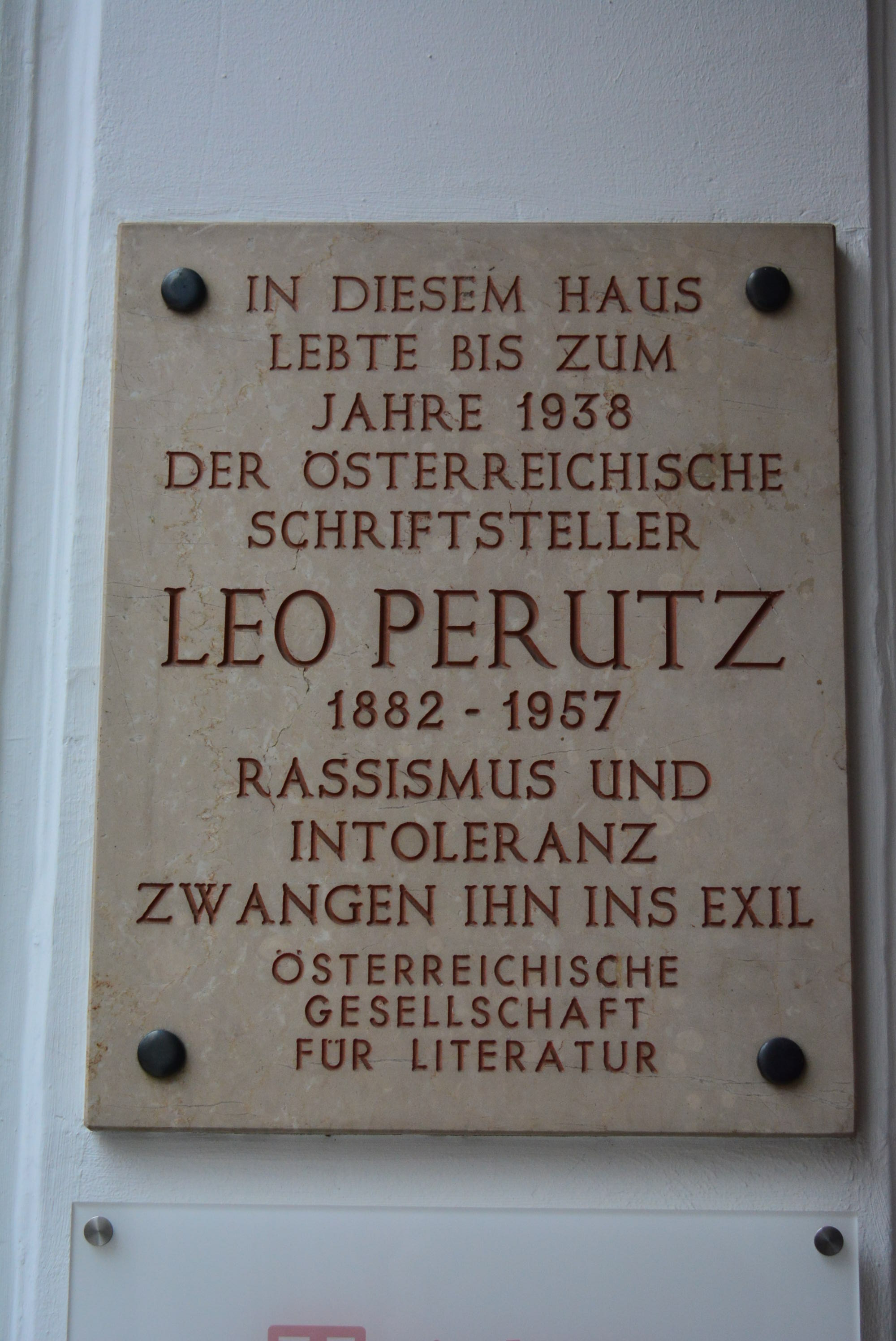
لوحة تذكارية على مكان سكن بيروتس السابق قبل نفيه من النمسا، في بورتسلان غاسه 37 في حي فيينا التاسع

لم ينجرف بيروتز عام 1914 في موجة الحماسة للحرب التي استحوذت على الكثير من الكتّاب، وقد استثني في البداية من التجنيد لقصر نظره، إلا أنه طلب إلى الخدمة العسكرية في أغسطس 1915 واجتاز تدريبًا لمدة أربعة أشهر بالقرب من بودابست، ثم أرسل إلى الجبهة الروسية في نهاية مارس 1916. في 4 يوليو من نفس العام أصيب في منطقة غاليسيا برصاصة بالرئة مكث من جرائها لفترة طويلة في المستشفى. رقي بعد ذلك إلى رتبة ملازم، وعمل ابتداء من أغسطس 1917 في مقر مقر الصحافة الحربية لجيش النمسا-المجر، حيث تعرف على الصحفي إيغون إرفين كيش.
تزوج بيروتس في مارس 1918 من إيدا فايل التي تصغره بثلاثة عشر عام، وقد كان قد تعرف عليها عام 1913، وكانا مخطوبين منذ 1917.

### النجاح
تابع بيروتز الأحداث الثورية التي عصفت بفيينا في الأعوام 1918 و1919 باهتمام وحضر الاجتماعات السياسية، حيث اتخذ جانب الاشتراكيين الديمقراطيين. في تلك الفترة نشر مقالات عدة هاجم فيها بشدة نظام القضاء العسكري النمساوي، وكان لبعض الوقت عضوًا في مجلس العمال في شركة تأمين آنكر التي كان يعمل فيها.
كانت الفترة بين عامي 1918 و1928 هي الفترة الأدبية الأغزر إنتاجا في حياة بيروتز، حيث نشر ست روايات لاقى معظمها إعجاب كل من النقاد والجمهور، وباع حقوق التصوير السنمائي لبعضها، كما نشر قصصًا قصيرة وروايات وكتب سيناريوهات.
عمل بيروتز أيضا في تحرير بعض أعمال فيكتور هوغو، وفي عام 1923 حققت روايته «سيد يوم القيامة» (بالألمانية: Der Meister des jüngsten Tages)‏ نجاحًا واسعا، وترجم العمل في السنوات التالية إلى عدة لغات، وأصبح لاحقا مصدرا مهما للدخل في سنوات المنفى. في عام 1928 ظهرت روايته «إلى أين تتدحرجين أيتها التفاحة؟» (بالألمانية: Whohin rollst du, Äpfelchen?)‏ التي يحمل عنوانها اسم اغنية شعبية روسية وتتناول الحرب الأهلية الروسية، ونشرت على حلقات في جريدة برلين المصورة (بالألمانية: Berliner Illustrierte Zeitung)‏ وجعلت بيروتس معروفًا لدى جمهور من الملايين من قراء الألمانية.
توسعت دائرة أصدقاء بيروتس بشكل كبير بفعل هذه النجاحات، وضمت من الكتاب الذي التقى به أو راسلهم بيورتس في تلك الفترة برتولت بريخت، وبرونو بريم، وإيغون ديتريخشتاين، وثيودور كرامر، وأنطون كوه، وروبرت موزيل، وفريدريتش ريك مالزيفين، والكسندر رودا رودا، وفالتر رود، وجوزيف فاينهيبر، وفرانس فرفل. كان مقهاه المعتاد هو مقهى هيرنهوف [الألمانية]، حيث كانت له في الغرفة الخلفية طاولته الخاصة حيث كان يلعب الورق، وحيث عرف بمواقفه الشريرة والعنيفة أحيانا، التي يصف الكاتب النمساوي فريدريش توربيرغ في روايته «العمة يوليش» واحدا منها حصل مع الكاتب أوتو سويكا.
كان زواج بيروتز سعيدًا، وعاش ابتداء من عام 1922 مع زوجته في شقة من أربع غرف في شارع بورتسلان غاسه 37 في حي فيينا التاسع، وولدت لهما عام 1920 ميكايلا، وفي عام 1922 الابنة الثانية ليونور. وفي عام 1928 توفيت زوجته بعد وقت قصير من ولادة ابنه فيليكس، وأغرقه ذلك في أزمة عميقة.

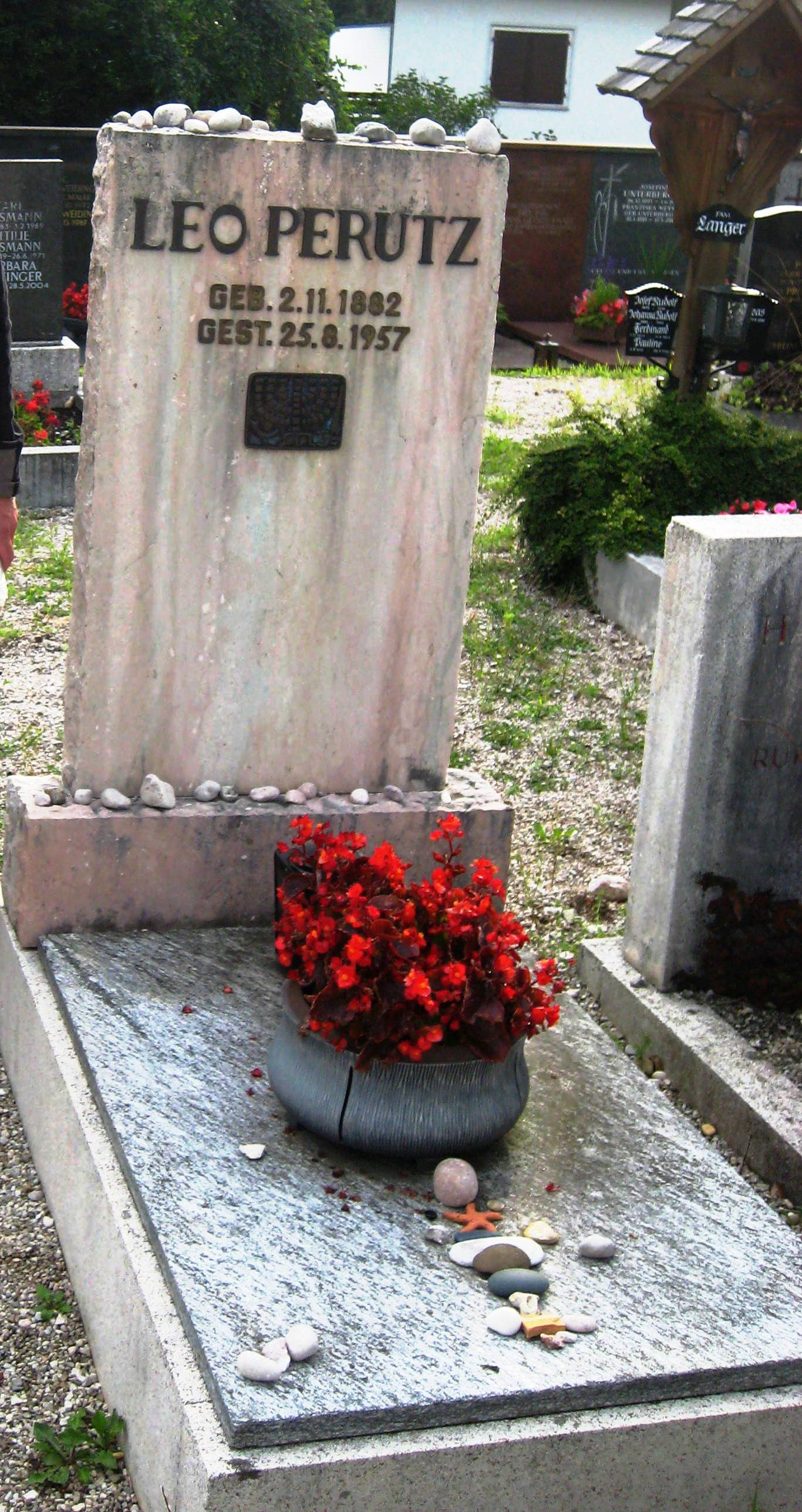
قبر ليو بيروتز في بلدة باد إيشل في النمسا

### الأزمة والعزلة
متأثرا بوفاة زوجته انسحب بيروتز من الحياة العامة لفترة طويل، وتردد في تلك الفترة على منجمين حاول من خلالهم الاتصال بزوجته المتوفاة (رغم أنه ظل متشككًا في مثل هذه الأساليب).
أدت الأزمة الاقتصادية الكبرى التي وقعت في نهاية العشرينيات أيضا إلى انخفاض دخل بيروتز، حيث انخفض الدخل الآتي من مبيعات الكتب ومن الشركة التي يديرها إخوته. وتحول موقفه السياسي الأزمة التي عصفت بالنمسا في أعوام الثلاثينيات إلى تأييد عودة ملكية هابسبورغ.
من الناحية الأدبية، حاول بيروتس في تلك الفترة كسب بعض المال من خلال العمل مع مؤلفين مثل ألكسندر ليرنيت هولينيا، وكانت هناك أيضًا مسرحيات كتب معظمها بالتعاون مع آخرين وحققت نجاحًا إلى حد ما. في عام 1933 نشرت رواية «ثلج سانت بيتري» (بالألمانية: St. Petri-Schnee)‏، إلا أن صعود النازيين إلى السلطة حال دون توزيعها في ألمانيا، فعلى الرغم أن بيروتز نفسه لم يكن مدرجًا على قائمة المؤلفين المحظورين، كان ناشره زولاني يعتبر يهوديا.

### اللجوء إلى فلسطين والموقف من الصهيونية
في عام 1934 تعرف بيروتز إلى غريته هامبورجر وتزوج منها في العام التالي. بعد ضم النمسا إلى ألمانيا النازية في عام 1938 فر بيروتس وعائلته إلى البندقية، ومن هناك إلى حيفا في فلسطين، حيث استقروا في تل أبيب.
كان بيروتز رافضا للصهيونية ويفضل المنفى في بلد أوروبي أو في الولايات المتحدة، أما هجرته إلى فلسطين فكانت بسبب صعوبة تلبية متطلبات الهجرة إلى االدول الغربية، واعتماد بيروتس المالي على شقيقه الصهيوني هانز، الذي نقل شركته بالفعل إلى فلسطين وأصر أن يتبعه شقيقه إلى هناك.
لم يتكيف بيروتز مع الحياة في فلسيطين، فهو لم يفتقد الحياة الثقافية الأوروبية فحسب، بل لم يكن يكن الكثير من التعاطف مع الصهيونية. لم ترق له الحياة في تل أبيب الحديثة الفوضوية والحارّة، واعتاد قضاء أشهر الصيف في القدس الأكثر برودة، والتي كان يحب بلدتها بلدتها القديمة.
في فلسطين توقف نشاط بيروتز النشري، فهو لم يكن على اتصال بالمجلات الألمانية التي كانت تصدر في المنفى أو بجمعيات المنفيين الأدبية، كما لم يتواصل كثيرا مع الكتاب الناطقين بالألمانية الذين هاجروا إلى فلسطين آنذاك مثل ماكس برود وفيليكس ويلتش وأرنولد زفايغ (الذي عاد لاحقا إلى ألمانيا الشرقية). وقد ترجمت رواياته ابتداء من العام 1941 إلى اللغة الإسبانية في الأرجنتين بفضل خلال وساطة وترجمة المهاجرة آني ريني وبدعم من الكاتب خورخي لويس بورجيس. في تلك الفترة كتب بيروتس القليل، على الرغم من أنه استمر في إجراء البحوث لبعض مشاريعه القديمة.

### عودة إلى النمسا
حصل بيروتز على الجنسية الفلسطينية عام1940، إلا أنه فكر بعد نهاية الحرب العالمية بقليل في العودة إلى أوروبا، وهو ما لم يكن ممكنا في ظل الاضطرابات التي حدثت في فترة ما بعد الحرب، كما لم يكن بيروتز، في سنه المتقدم متأكدًا مما إذا كان سيتمكن من التعامل مع هذا التغيير المتكرر للمكان.
ازداد عدم ارتياحه بعد قيام دولة إسرائيل، فقد كان معارضا لكل عقيدة قومية، وعارض طرد العرب من فلسطين ومحو ثقافة البلاد الأصلية، وامتعض من الرقابة التي فرضت على المراسلات البريدية وعلى السفر من البلاد.
في عام 1950، تمكن بيروتز وزوجته من السفر إلى النمسا وإنجلترا لأول مرة، وفي 1952 استعاد بيروتز على الجنسية النمساوية، واعتاد بعدها أن يمضي أشهر الصيف في فيينا وفي منطقة سالسكامرغوت في غرب النمسا.

اتضح أن البداية الأدبية الجديدة في أوروبا صعبة، فعلى الرغم من عودته إلى الكتابة، لم يستطع العثور على ناشر في البداية، فنتيجة لمعاداة السامية التي لا تزال موجودة في الوسط الألماني لم يرغب الناشرون بأعماله أو حاولوا حذف وتقصير المقاطع «اليهودية بشكل مفرط» فيها، مراعاةً للسوق. وقد رفض ناشره المعتاد السابق بول سولناي نشر روايته الجديدة «ليلا تحت الجسر الحجري» (بالألمانية: Nachts unter der steinernen Brücke)‏، وهو رفض علق عليه بيروتز بمرارة في إحدى رسائله:
نُشرت رواية بيروتز أخيرًا في فرانكفورت عام 1953، ولاقت مراجعات نقدية إيجابية، ولكن دار النشر أفلست بعد ذلك بوقت قصير وتعذر توزيع الكتاب. نشرت روايته الأخيرة، يهوذا ليوناردو (بالألمانية: Der Judas des Leonardo)‏، بعد وقت قصير من وفاته.

### وفاته
في عام 1957 تدهورت صحته أثناء زيارته لمنزل صديقه ليرنيت-هولينيا في بلدة باد إيشل في النمسا، وتوفي هناك في المستشفى المحلي، ودفن في مقبرة البلدة.

## أسلوبه الأدبي
كان الكاتب الأرجنتيني خورخي لويس بورخيس يكن تقديرا لبيروتز، ودعم نشر الترجمات الإسبانية في بلاده.
تقارن أعماله دائما بأعمال الأديب النمساوي فريدريش دورنمات. وتتميز رواياته بإغراقها في الجو الخيالي والتاريخي.
غالبًا ما تتبع روايات بيروتز مصائ فردية (خاصة روايتا الفارس السويدي أو يهوذا ليوناردو)، وغالبًا ما تحتوي على عناصر فانطازية (خاصة رواية في الليل تحت الجسر الحجري)، وتدور أحداثها عادة في الماضي أو بالرجوع إلى الماضي (كما في ثلج القديس بيتري). الحبكة مثيرة وتتقدم بصورة هزلية ومن خلال تلميحات ساخرة ومربكة وتفسيرات متناقضة للأحداث. الحافز المركزي هو السؤال «ما هو الحقيقي؟»، حيث تتواجه الصيغ المتنافسة، غالبًا تلك الصادرة عن الراوي من منظور المتكلم، وتلك الخاصة بالبيئة المحيطة، مع بعضها البعض دون أن يكون من الممكن تحديد االصيغة التي تتوافق مع الأحداث «الفعلية».
اعتبره الكاتب النمساوي فريدريش توربيرج واحدا من كبار كتاب «الرواية الفانطازية».
منذ أواخر الثمانينات من القرن الماضي، أعاد قراء اللغة الألمانية اكتشاف أعمال بيروتز، ونشرت في عدة طبعات جديدة عديدة. من بين المؤلفين الجدد، يعتبر دانيال كيلمان أحد المعجبين به بشكل خاص: «بيروتز هو أعظم كتاب الواقعية السحرية في الأدب الألماني. إنه شخص يفعل ما اكتشفه أيضا غابرييل غارسيا ماركيز وخورخي بورخيس لأنفسهم: أي أن يقصوا ما هو رائع وغير مفهوم وساحر بوجه غير متحرك، حسب تعبير ماركيز».

## جوائز
في عام 1962، مُنحت روايته "الماركيز دي بوليبار (بالألمانية: Der Marques de Bolibar)‏ جائزة النوكتورن [الفرنسية] الفرنسية للروايات الفانتازية وغير الاعتيادية.

## من أعماله
الرصاصة الثالثة – بين تسعة وتسعة – معجزة شجرة المانغو – الماركيز دو بوليبار – القوقازي والعندليب – رحلة إلى بريسبورغ – الفارس السويدي – لماذا لا تصدقني؟ - ليلة من شهر مايو في فيينا.

## روابط خارجية
- ليو بيروتس على موقع IMDb (الإنجليزية)
- ليو بيروتس على موقع قاعدة بيانات برودواي على الإنترنت (الإنجليزية)